# Avesnes-en-Bray
Avesnes-en-Bray é uma comuna francesa na região administrativa da Normandia, no departamento de Sena Marítimo. Estende-se por uma área de 11,7 km². Em 2010 a comuna tinha 302 habitantes (densidade: 25,8 hab./km²).